# 首飾り (小説)
「首飾り」（くびかざり、仏：La Parure）は、ギ・ド・モーパッサンの短編小説。1884年にゴーロワ紙に掲載された。
モーパッサンは生涯で360に及ぶ中・短編を発表しているが、本作は見事な短編の見本として日本の国語の教科書に採用されていることもある。本作の結末である、皮肉の効いた“落ち”について夏目漱石は「大いに振るったもので、手をうちたくなるが、不愉快なところでもある」と述べている。
同じくモーパッサンの作である「宝石（1883年）」では、本作とは逆に偽物と思っていた宝石が実は本物であったが故の悲喜劇が描かれている。

## あらすじ
マティルド・ロワゼルは美しい女性であるが、文部省の小役人と結婚する。日頃から自分ほどの器量良しならどんな贅沢でも望めたのにと考えており、自分には手の届きそうにない上流階級の暮らしや優雅なお茶会、晩餐会を空想していた。また、彼女はドレスやネックレスといった類のものをもっておらず、そのくせ、自分はそれらを身に着けるために生まれてきたと考えるほど、そんなものばかりが好きであった。それほどまでに彼女は人にうらやまれたり、ちやほやされたかったのだ。
ある日、夫は彼女が喜ぶだろうと思い、苦労して大臣主催のパーティーの招待状を手に入れて帰ってくる。ところが、マティルドはパーティーに着ていく服がないと言いだし大粒の涙を流す。そこで夫は仕方なく、なけなしの400フランを妻のドレスを仕立てるために差し出すのであった。しかし、パーティの日が近づきドレスが仕立てあがっても彼女はふさぎ込んだままであった。夫が訳を尋ねると、今度は身に着ける装身具がひとつもないからだと言うのである。夫は友人のフォレスチエ夫人に借りに行くように提案する。
フォレスチエ夫人は気前よく宝石箱を開けて見せ、マティルドにどれでも好きなものを持っていくように言う。その中でもダイヤの素晴らしい首かざりがどうしても欲しくなったマティルドはそれを借りていくことにする。パーティー当日、美しく上品に着飾ったマティルドに男という男は目を向け、ダンスを申し込みたがった。彼女はおのれの美貌の勝利、成功の栄光に浸りながら至福のなかで無我夢中になって踊るのであった。
ところが、パーティーからの帰宅後、マティルドは借りた首飾りを失くしたことに気づく。夫ともに探すがどうしても見つからない。そこで夫は、同じ品を見つけて返すことを提案する。宝石商を渡り歩いた末、借りたものと寸分違わぬ首かざりをみつける。ところがそれは最低でも3万6000フランはするものであった。結局、借金をしてまでその首かざりを買い、何食わぬ顔でフォレスチエ夫人に返すのであった。
それから、ロワゼル夫妻は巨額の負債を返すため、住まいも引き払い、屋根裏に間借りして切り詰めた生活を送ることとなる。今までメイドに任せきりであった家事を一切こなし、買い物に行く際もなるべく値切っては苦しい財布から一銭でも守ろうとした。この苦しい生活は10年続き、ついに借金をすべて返し終えたのである。マティルドは貧乏生活が身についてかつての美貌は失われていた。それでも時々、楽しかったあの日のパーティーを思い出すのであった。
ある日、マティルドは偶然にシャンゼリゼでフォレスチエ夫人を見かけ、思い切って声をかけた。すっかり変わってしまったマティルドに驚くフォレスチエ夫人に「こんな貧乏をするのも、もともとはあなたから借りた首飾りを失くしたからだ」と言う。フォレスチエ夫人は借金をしてまで首飾りを返したマティルドによほど感動したらしく、彼女の手を取りこう言った。「まあ、どうしましょう、マティルド！私の貸したあの首飾りは模造品だったのよ。せいぜい500フランくらいのものだったのよ！」

## 日本語訳
- 『モーパッサン短編集(二)』（青柳瑞穂訳、新潮文庫）
外部リンクにある青空文庫から全文を読むことができる。